# انبه سفید
انبه سفید (نام علمی: Mangifera caesia) نام یک گونه از سرده انبه‌ها است.